# Cinturó del vodka

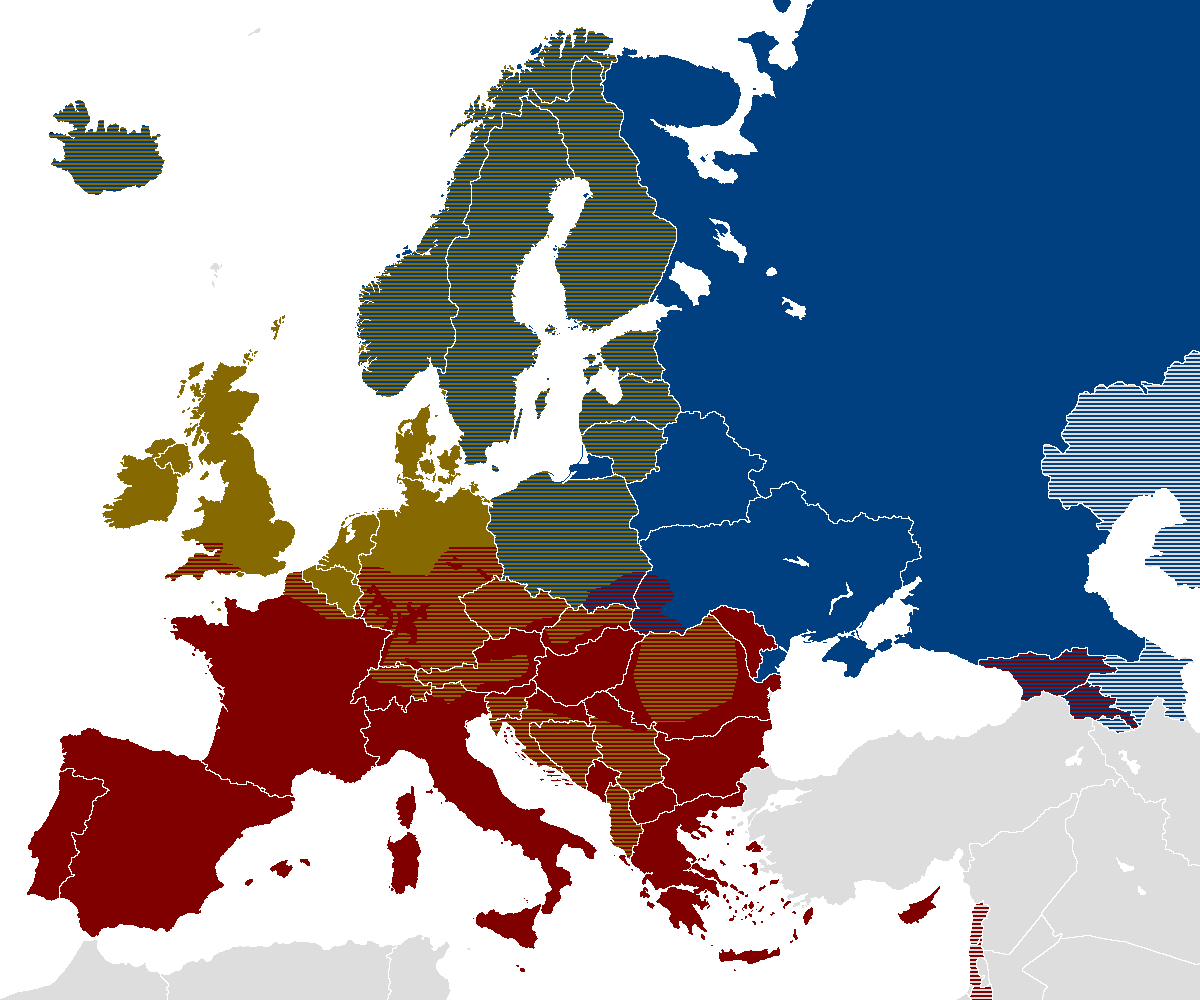
Cinturons d'alcohol d'Europa.
Cinturó del vodka
Cinturó de la cervesa
Cinturó del vi

El cinturó de vodka és un terme informal que no té una definició establerta. Tanmateix, en general tendeix a incloure els estats amb més producció i consum de vodka. Els cinturons d'alcohol d'Europa són les regions europees que estan associades amb un consum típic d'unes certes begudes alcohòliques com poden ser el vodka, la cervesa, el vi o licors.

## Països del cinturó de Vodka
Normalment s'inclouen els següents països: 
- Polònia[1]
- Belarús
- Ucraïna
- Rússia[2]
- Estats bàltics (Letònia, Estònia i Lituània)
- La major part dels països nòrdics (Finlàndia, Suècia, Noruega i Islàndia)[3]

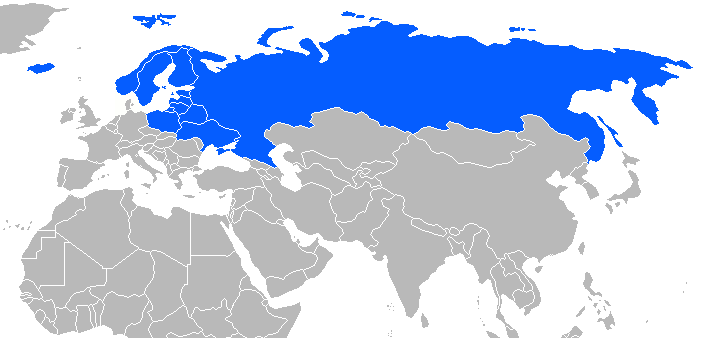
Cinturó del vodka

Els pocs països del cinturó del vodka de la Unió Europea en produeixen més del 70% del vodka de la UE. El límit sud del «cinturó» correspon aproximadament a la isoterma del gener de -2 °C. Amb l'excepció d'Ucraïna i algunes regions del sud de Rússia, el conreu del raïm és impossible o molt difícil al cinturó del vodka.
De vegades el terme cinturó del vodka s'utilitza en referir-se exclusivament als països eslaus d'Europa Central i Oriental, ja que són la pàtria històrica de vodka (Polònia i Rússia són les nacions més sovint associades amb la invenció de la beguda). Abans del segle xix, el vodka es va considerar una «beguda del poble», ja que era comuna entre els pagesos que formaven la majoria de la població dels països en aquesta època, mentre que la minoria política i aristocràtica preferia vins importats o d'altres begudes alcohòliques que van ser considerades menys «plebees». Hi ha excepcions, per exemple la Żubrówka, un tipus de vodka polonès que es remunta al segle xvi, però es va fer popular al segle xviii entre la szlachta, així com entre els pagesos.
En el seu llibre sobre la Unió Soviètica, Alex de Jonge aprofundeix en el seu concepte de «geo-alcohòlics». En particular, explica peculiaritats russes per la seva pertinença al cinturó del vodka i l'absència del cinturó de la cervesa a la Unió Soviètica. L'historiador Geoffrey Hoskins a la seva obra Russia and the Russians, remarca l'efecte de la cultura del vodka que ha tingut als països de l'antic Imperi Rus, la creació de la beguda com un problema social en un nivell diferent d'altres països europeus.
Molts països històricament pertanyents al cinturó del vodka, aquesta beguda ha estat suplantada per la cervesa com la beguda alcohòlica d'elecció, des de principis del segle XXI. Els residents de Finlàndia i Suècia consumeixen el doble de la cervesa que de vodka -en termes d'alcohol pur-. Des de l'any 1998, la cervesa va superar el vodka com la beguda alcohòlica més popular a Polònia.
La Guerra del vodka es refereix a les acalorades discussions dins de la Unió Europea sobre la definició quins licors poden ser o no marcats com a vodka. Els països del cinturó del vodka europeu sostenen que només els lictors que es fan exclusivament a partir de sucres de cereals, patates i remolatxa] poden ser de marca vodka. Altres destil·ladors insisteixen en una definició més àmplia. El compromís Schnellhardt, proposat per Horst Schnellhardt, suggereix que vodkes elaborats a partir d'elements que no siguin cereals, patates i melasses han de dir «vodka produït a partir de...» en l'etiqueta.